# Secretaria de Estado da Santa Sé
A Secretaria de Estado da Santa Sé (Secretaria Status) é o dicastério da Cúria Romana que mais de perto auxilia o Sumo Pontífice no exercício da sua suprema missão.
A origem histórica da Secretaria de Estado remonta ao século XV. Com a Constituição Apostólica Non debet reprehensibile, de 31 de dezembro de 1487, foi instituída a Secretaria Apostolica, composta por 24 Secretários Apostólicos, um dos quais, chamado Secretarius domesticus, ocupava lugar proeminente. Desta Secretaria Apostolica derivaram a Chancelaria dos Breves, a Secretaria dos Breves para os Príncipes e a Secretaria das Cartas Latinas.
O Papa Leão X instituiu outro cargo, o de Secretarius intimus, para ajudar o Cardeal que assume a orientação dos negócios de Estado e para a correspondência em língua vernácula, dirigida principalmente aos Núncios Apostólicos (que começavam então a ser instituídos com funções diplomáticas estáveis). Assim, a Secretaria de Estado desenvolveu-se especialmente no período do Concílio de Trento.
O Secretarius intimus, também chamado Secretarius Papæ ou maior, foi, durante muito tempo, quase sempre um Prelado, não raramente revestido da dignidade episcopal. Somente no início do pontificado do Papa Inocêncio X é que foi chamado a esse alto cargo uma pessoa já revestida da púrpura e não pertencente à sua família. O Papa Inocêncio XII aboliu definitivamente o cargo de Cardeal sobrinho, tendo o Cardeal Secretário de Estado assumido sozinho os seus poderes.
Em 19 de Julho de 1814, o Papa Pio VII criou a Sagrada Congregação dos Assuntos Eclesiásticos Extraordinários, ampliando a Congregação Super negotiis ecclesiasticis regni Galliarum, instituída pelo Papa Pio VI em 1793. São Pio X, pela Constituição Apostólica Sapienti Consilio, de 29 de Junho de 1908, dividiu a Sagrada Congregação dos Assuntos Eclesiásticos Extraordinários na forma fixada pelo Codex Iuris Canonici, de 1917 e estabeleceu as funções de cada uma das três secções: a primeira delas tratava essencialmente dos assuntos extraordinários, enquanto a segunda se interessava pelos assuntos ordinários, e a terceira, que até então fora um organismo autónomo (Chancelaria dos Breves Apostólicos), tinha por missão cuidar da preparação e despacho dos Breves Pontifícios.
O Papa Paulo VI, com a Constituição Apostólica Regimini Ecclesiæ Universæ, de 15 de Agosto de 1967, cumprindo o desejo expresso pelos Bispos no Concílio Vaticano II, reformou a Cúria Romana e deu um novo rosto à Secretaria de Estado, suprimindo a Chancelaria dos Breves Apostólicos, que era a terceira secção, e transformando a que era antigamente primeira secção, ou seja, a Sagrada Congregação dos Assuntos Eclesiásticos Extraordinários, num organismo distinto da Secretaria de Estado, embora estritamente ligado com ela, e que tomou o nome de Conselho dos Assuntos Públicos da Igreja.
O Papa João Paulo II, em 28 de Junho de 1988, promulgou a Constituição Apostólica Pastor Bonus, pela qual, reformando a Cúria Romana, dividiu a Secretaria de Estado em duas Secções: a Secção dos Assuntos Gerais e a Secção das Relações com os Estados, na qual confluiu o Conselho dos Assuntos Públicos da Igreja. Deste modo, ficaram asseguradas tanto a unicidade como a diversidade específica do serviço que a Secretaria de Estado é chamada a oferecer ao Papa.
A Secretaria de Estado é presidida por um Cardeal que assume o título de Cardeal Secretário de Estado. Primeiro colaborador do Papa no governo da Igreja universal, o Cardeal Secretário de Estado pode ser considerado o máximo expoente da atividade diplomática e política da Santa Sé, representando, em circunstâncias particulares, a própria pessoa do Sumo Pontífice.

## A Secção dos Assuntos Gerais
Compete à Secção dos Assuntos Gerais ou Primeira Secção despachar as questões que digam respeito ao serviço quotidiano do Sumo Pontífice, quer na solicitude pela Igreja universal quer nas relações com os dicastérios da Cúria Romana. Cuida da redação dos documentos que o Santo Padre lhe confia. Executa os atos relativos às nomeações da Cúria Romana e guarda o selo de chumbo e o anel do Pescador. Regulamenta a função e a atividade dos Representantes da Santa Sé, especialmente naquilo que concerne às Igrejas locais. Leva a efeito tudo o que diz respeito às Embaixadas junto da Santa Sé. Vela sobre os órgãos de comunicação oficial da Santa Sé e cuida da publicação dos Acta Apostolicæ Sedis e do Anuário Pontifício.
A Primeira Secção da Secretaria de Estado é dirigida por um Arcebispo, o Substituto para os Assuntos Gerais, coadjuvado por um Prelado, o Assessor para os Assuntos Gerais. A figura do Substituto aparece pela primeira vez no ordenamento hierárquico da Secretaria de Estado em 1814.

## A Secção das Relações com os Estados
A Secção das Relações com os Estados ou Segunda Secção tem como função própria, cuidar das questões que devem ser tratadas com os Governos civis. Assim competem-lhe: as relações diplomáticas da Santa Sé com os Estados, incluindo a estipulação de Concordatas ou acordos semelhantes; a representação da Santa Sé junto dos Organismos e das Conferências Internacionais; em circunstâncias particulares, por encargo do Sumo Pontífice e consultados os competentes dicastérios da Cúria, a provisão das Igrejas particulares, e também a sua constituição ou alteração; em estreita colaboração com a Congregação para os Bispos, as nomeações dos Bispos nos países que estabeleceram com a Santa Sé tratados ou acordos de direito internacional.
Esta Secção tem a sua origem na Congregação Super negotiis ecclesiasticis regni Galliarum, instituída pelo Papa Pio VI pela Constituição Apostólica Sollicitudo omnium ecclesiarum, de 28 de Maio de 1793, para tratar dos problemas postos à Igreja pela revolução francesa. Em 1814, o Papa Pio VII estendeu ao mundo inteiro a competência deste organismo, que chamou Congregatio extraordinaria præposita negotiis ecclesiasticis orbis catholici. Poucos anos depois, o Papa Leão XII mudou-lhe o nome para Congregatio pro negotiis ecclesiasticis extraordinariis: permaneceu com este título até 1967, quando o Papa Paulo VI separou tal organismo da Secretaria de Estado, designando-o por Conselho dos Assuntos Públicos da Igreja, substituído depois pela atual Secção das Relações com os Estados.
A Segunda Secção da Secretaria de Estado é dirigida por um Arcebispo, o Secretário para as Relações com os Estados, coadjuvado por um Prelado, o Subsecretário para as Relações com os Estados, e assistido por Cardeais e Bispos.

## Secretários de Estado
| N. | Ritratto                  | Nome                                                         | Inizio incarico                                     | Fine incarico         | Pontefice regnante         |
| -- | ------------------------- | ------------------------------------------------------------ | --------------------------------------------------- | --------------------- | -------------------------- |
| 1  |                           | Scipione Caffarelli-Borghese (1577-1633)                     | 1605                                                | 1621                  | Paulo V (1605-1621)        |
| 2  |                           | Ludovico Ludovisi (1595-1632)                                | 17 março 1621                                       | 8 julho 1623          | Gregório XV (1621-1623)    |
| 3  |                           | Lorenzo Magalotti (1583-1637)                                | 1624                                                | 1628                  | Urbano VIII (1623-1644)    |
|    | incarico vacante          | incarico vacante                                             | 1628                                                | 1644                  | Urbano VIII (1623-1644)    |
| 4  |                           | Giovanni Giacomo Panciroli (1587-1651)                       | 1644                                                | 1651                  | Inocêncio X (1644-1655)    |
| 5  |                           | Fabio Chigi (1599-1667)                                      | 3 dezembro 1652                                     | 7 janeiro 1655        | Inocêncio X (1644-1655)    |
| 6  |                           | Giulio Rospigliosi (1600-1669)                               | 7 abril 1655                                        | 22 maio 1667          | Alexandre VII (1655-1667)  |
| 7  |                           | Decio Azzolino (1623-1689)                                   | 1667                                                | 1669                  | Clemente IX (1667-1669)    |
| 8  |                           | Federico Borromeo (1617-1673)                                | 11 maio 1670                                        | 18 fevereiro 1673     | Clemente X (1670-1676)     |
| 9  |                           | Francesco Nerli (1636-1708)                                  | agosto 1673                                         | 22 julho 1676         | Clemente X (1670-1676)     |
| 10 |                           | Alderano Cybo-Malaspina (1613-1700)                          | 23 setembro 1676                                    | 12 agosto 1689        | Inocêncio XI (1676-1689)   |
| 11 |                           | Giambattista Rubini (1642-1707)                              | 6 outubro 1689                                      | 1º fevereiro 1691     | Alexandre VIII (1689-1691) |
| 12 |                           | Fabrizio Spada (1643-1717)                                   | 14 julho 1691                                       | 27 setembro 1700      | Inocêncio XII (1691-1700)  |
| 13 |                           | Fabrizio Paolucci (1º incarico) (1651-1726)                  | 3 dezembro 1700                                     | 19 março 1721         | Clemente XI (1700-1721)    |
| 14 |                           | Giorgio Spinola (1667-1739)                                  | 10 maio 1721                                        | 7 março 1724          | Inocêncio XIII (1721-1724) |
| 13 |                           | Fabrizio Paolucci (2º incarico) (1651-1726)                  | 6 junho 1724                                        | 21 junho 1726         | Bento XIII (1724-1730)     |
| 15 |                           | Niccolò Maria Lercari (1675-1757)                            | 14 junho 1726                                       | 21 fevereiro 1730     | Bento XIII (1724-1730)     |
| 16 |                           | Antonio Banchieri (1667-1733)                                | 15 julho 1730                                       | 16 setembro 1733      | Clemente XII (1730-1740)   |
| 17 |                           | Giuseppe Firrao (1670-1744)                                  | 4 outubro 1733                                      | 6 fevereiro 1740      | Clemente XII (1730-1740)   |
| 18 |                           | Silvio Valenti Gonzaga (1690-1756)                           | 20 agosto 1740                                      | 28 agosto 1756        | Bento XIV (1740-1758)      |
| 19 |                           | Alberico Archinto (1698-1758)                                | 20 setembro 1756                                    | 30 setembro 1758      | Bento XIV (1740-1758)      |
| 20 |                           | Ludovico Maria Torriggiani (1697-1777)                       | 8 outubro 1758                                      | 2 fevereiro 1769      | Clemente XIII (1758-1769)  |
| 21 |                           | Lazzaro Opizio Pallavicini (1719-1785)                       | 19 maio 1769                                        | 23 fevereiro 1785     | Clemente XIV (1769-1774)   |
| 22 |                           | Ignazio Gaetano Boncompagni Ludovisi (1743-1790)             | junho 1785                                          | setembro 1789         | Pio VI (1774-1799)         |
| 23 |                           | Francesco Saverio de Zelada (1717-1801)                      | 14 outubro 1789                                     | 10 fevereiro 1796     | Pio VI (1774-1799)         |
| 24 |                           | Ignazio Busca (1731-1803)                                    | 1796                                                | 18 março 1797         | Pio VI (1774-1799)         |
| 25 |                           | Giuseppe Maria Doria Pamphilj (1751-1816)                    | 18 março 1797                                       | 29 agosto 1799        | Pio VI (1774-1799)         |
| 26 |                           | Ercole Consalvi (1º incarico) (1757-1824)                    | 15 março 1800                                       | 17 junho 1806         | Pio VII (1800-1823)        |
| 27 |                           | Filippo Casoni (1733-1811)                                   | 17 junho 1806                                       | 2 fevereiro 1808      | Pio VII (1800-1823)        |
| 28 |                           | Giulio Gabrielli (1748-1822)                                 | 26 março 1808                                       | 17 maio 1814          | Pio VII (1800-1823)        |
| 26 |                           | Ercole Consalvi (2º incarico) (1757-1824)                    | 17 maio 1814                                        | 20 agosto 1823        | Pio VII (1800-1823)        |
| 29 |                           | Giulio Maria della Somaglia (1744-1830)                      | 28 setembro 1823                                    | 17 janeiro 1828       | Leão XII (1823-1829)       |
| 30 |                           | Tommaso Bernetti (1º incarico) (1779-1852)                   | 17 junho 1828                                       | 10 fevereiro 1829     | Leão XII (1823-1829)       |
| 31 |                           | Giuseppe Albani (1750-1834)                                  | 31 março 1829                                       | 30 novembro 1830      | Pio VIII (1829-1830)       |
| 30 |                           | Tommaso Bernetti (2º incarico) (1779-1852)                   | 21 fevereiro 1831                                   | 20 janeiro 1836       | Gregório XVI (1831-1846)   |
| 32 |                           | Luigi Lambruschini, B. (1776-1854)                           | 12 janeiro 1836                                     | 1º junho 1846         | Gregório XVI (1831-1846)   |
| 33 |                           | Tommaso Pasquale Gizzi (1787-1849)                           | 8 agosto 1846                                       | 5 julho 1847          | Pio IX (1846-1878)         |
| 34 |                           | Gabriele Ferretti (1795-1860)                                | 17 julho 1847                                       | 1º fevereiro 1848     | Pio IX (1846-1878)         |
| 35 |                           | Giuseppe Bofondi (1795-1867)                                 | 21 janeiro 1848                                     | 10 março 1848         | Pio IX (1846-1878)         |
| 36 |                           | Giacomo Antonelli (1º incarico) (1806-1876)                  | 10 março 1848                                       | 4 maio 1848           | Pio IX (1846-1878)         |
| –  |                           | Luigi Ciacchi (1788-1865)                                    | 4 maio 1848                                         | 4 maio 1848           | Pio IX (1846-1878)         |
| –  |                           | Antonio Francesco Orioli, O.F.M.Conv. ad interim (1778-1852) | 4 maio 1848                                         | 6 agosto 1848         | Pio IX (1846-1878)         |
| 37 |                           | Giovanni Soglia Ceroni (1779-1856)                           | 6 agosto 1848                                       | 29 novembro 1848      | Pio IX (1846-1878)         |
| 36 |                           | Giacomo Antonelli (2º incarico) (1806-1876)                  | 29 novembro 1848                                    | 6 novembro 1876       | Pio IX (1846-1878)         |
| 38 |                           | Giovanni Simeoni (1816-1892)                                 | 18 dezembro 1876                                    | 5 março 1878          | Pio IX (1846-1878)         |
| 39 |                           | Alessandro Franchi (1819-1878)                               | 5 março 1878                                        | 31 julho 1878         | Leão XIII (1878-1903)      |
| 40 |                           | Lorenzo Nina (1812-1885)                                     | 9 agosto 1878                                       | 16 dezembro 1880      | Leão XIII (1878-1903)      |
| 41 |                           | Luigi Jacobini (1832-1887)                                   | 16 dezembro 1880                                    | 28 fevereiro 1887     | Leão XIII (1878-1903)      |
| 42 |                           | Mariano Rampolla del Tindaro (1843-1913)                     | 2 junho 1887                                        | 20 julho 1903         | Leão XIII (1878-1903)      |
| 43 |                           | Rafael Merry del Val (1865-1930)                             | 12 novembro 1903                                    | 20 agosto 1914        | Pio X (1903-1914)          |
| 44 |                           | Domenico Ferrata (1847-1914)                                 | 4 setembro 1914                                     | 10 outubro 1914       | Bento XV (1914-1922)       |
| 45 |                           | Pietro Gasparri (1852-1934)                                  | 13 outubro 1914                                     | 7 fevereiro 1930      | Bento XV (1914-1922)       |
| 45 | Pio XI (1922-1939)        | Pietro Gasparri (1852-1934)                                  | 13 outubro 1914                                     | 7 fevereiro 1930      |                            |
| 46 |                           | Eugenio Pacelli (1876-1958)                                  | 9 fevereiro 1930                                    | 10 fevereiro 1939     |                            |
| 47 |                           | Luigi Maglione (1877-1944)                                   | 10 março 1939                                       | 22 agosto 1944        | Pio XII (1939-1958)        |
|    | incarico vacante          | incarico vacante                                             | 22 agosto 1944                                      | 14 dezembro 1958      | Pio XII (1939-1958)        |
| 48 |                           | Domenico Tardini (1888-1961)                                 | 14 dezembro 1958                                    | 30 julho 1961         | João XXIII (1958-1963)     |
| 49 |                           | Amleto Giovanni Cicognani (1883-1973)                        | 12 agosto 1961                                      | 30 abril 1969         | João XXIII (1958-1963)     |
| 49 | Paulo VI (1963-1978)      | Amleto Giovanni Cicognani (1883-1973)                        | 12 agosto 1961                                      | 30 abril 1969         |                            |
| 50 |                           | Jean-Marie Villot (1905-1979)                                | 2 maio 1969                                         | 9 março 1979          |                            |
| 50 | João Paulo I (1978)       | Jean-Marie Villot (1905-1979)                                | 2 maio 1969                                         | 9 março 1979          |                            |
| 50 | João Paulo II (1978-2005) | Jean-Marie Villot (1905-1979)                                | 2 maio 1969                                         | 9 março 1979          |                            |
| 51 |                           | Agostino Casaroli (1914-1998)                                | 1º julho 1979 (pro-segretario dal 28 abril 1979)    | 1º dezembro 1990      |                            |
| 52 |                           | Angelo Sodano (1927-2022)                                    | 1º julho 1991 (pro-segretario dal 1º dezembro 1990) | 15 setembro 2006      |                            |
| 52 | Bento XVI (2005-2013)     | Angelo Sodano (1927-2022)                                    | 1º julho 1991 (pro-segretario dal 1º dezembro 1990) | 15 setembro 2006      |                            |
| 53 |                           | Tarcisio Bertone, S.D.B. (1934-)                             | 15 setembro 2006                                    | 15 outubro 2013       |                            |
| 53 | Francisco (2013-2025)     | Tarcisio Bertone, S.D.B. (1934-)                             | 15 setembro 2006                                    | 15 outubro 2013       |                            |
| 54 |                           | Pietro Parolin (1955-)                                       | 15 outubro 2013                                     | 21 abril 2025         |                            |
| 55 |                           | Pietro Parolin (1955-)                                       | 9 maio 2025                                         | atualidade provisório | Leão XIV (2025-)           |